# Дона (Тексас)
Дона (енгл. Donna) град је у америчкој савезној држави Тексас. По попису становништва из 2010. у њему је живело 15.798 становника.

## Демографија
Према попису становништва из 2010. у граду је живело 15.798 становника, што је 1.030 (7,0%) становника више него 2000. године.
| Група             | 2000.          | 2010.          |
| Белци             | 1.801 (12,2%)  | 1.152 (7,3%)   |
| Афроамериканци    | 54 (0,4%)      | 65 (0,4%)      |
| Азијати           | 27 (0,2%)      | 29 (0,2%)      |
| Хиспаноамериканци | 12.886 (87,3%) | 14.578 (92,3%) |
| Укупно            | 14.768         | 15.798         |